# Bangkok International Motor Show
De Bangkok International Motor Show (BIMS) is een autosalon in Bangkok, de hoofdstad van Thailand. De show wordt jaarlijks gehouden en vindt sinds 1999 in het "Bangkok International Trade Exhibition Centre", een complex van 35.000 m².
De eerste BIMS werd gehouden in mei 1979 en georganiseerd door Dr. Prachin Eamlumnow voor het blad Grand Prix Magazine en het bedrijf Grand Prix International. Lumpini Park was de eerste locatie van de autosalon, toen nog genaamd "Thailand Motor Show". De tweede tot achttiende versie van het evenement vond plaats in Suan Amphorn. Door de jaren heen steeg het aantal bezoekers naar meer dan twee miljoen en wilde de organisatie de concurrentie aangaan met de internationaal bekendere Tokyo Motor Show.
Tegenwoordig ligt het bezoekersaantal tussen de 1.6 en 2 miljoen en is de autosalon van Bangkok een tiendaags evenement geworden. Vele automerken zijn vertegenwoordigd met de Aziatische autofabrikanten als belangrijkste deelnemers.